# Championnat d'Amérique du Sud de rugby à XV 1983
Navigation
Championnat 1981 Championnat 1985
Le Championnat d'Amérique du Sud de rugby à XV 1983 est une compétition de rugby à XV organisée par la Confederación sudamericana de rugby. La 13e édition se déroule du 16 juillet au 23 juillet 1983 et est remportée par l'équipe d'Argentine.

## Équipes participantes
- Argentine
- Chili
- Uruguay
- Paraguay

## Format
L'Argentine, le Chili, l'Uruguay et le Paraguay disputent des matchs sous la forme d'un tournoi. Le premier est déclaré vainqueur.

## Classement
| Rang | Nation      | J | V | N | D | Pm  | Pe | Diff | Pts |
| ---- | ----------- | - | - | - | - | --- | -- | ---- | --- |
| 1    | Argentine   | 3 | 3 | 0 | 0 | 118 | 15 | +103 | 6   |
| 2    | Uruguay (T) | 3 | 2 | 0 | 1 | 51  | 44 | +7   | 4   |
| 3    | Chili       | 3 | 1 | 0 | 2 | 33  | 83 | -50  | 2   |
| 4    | Paraguay    | 3 | 0 | 0 | 3 | 27  | 87 | -60  | 0   |

|  | Vainqueur (no 1).        |
|  | T : Tenant du titre 1981 |

## Résultats
| 16 juillet 1983 | Paraguay | 12 – 20 | Uruguay | Buenos Aires |
| 16 juillet 1983 |          |         |         | Buenos Aires |
| 16 juillet 1983 |          |         |         | Buenos Aires |

| 16 juillet 1983 | Argentine | 46 – 6 | Chili | Buenos Aires |
| 16 juillet 1983 |           |        |       | Buenos Aires |
| 16 juillet 1983 |           |        |       | Buenos Aires |

| 20 juillet 1983 | Chili | 3 – 25 | Uruguay | Buenos Aires |
| 20 juillet 1983 |       |        |         | Buenos Aires |
| 20 juillet 1983 |       |        |         | Buenos Aires |

| 20 juillet 1983 | Argentine | 43 – 3 | Paraguay | Buenos Aires |
| 20 juillet 1983 |           |        |          | Buenos Aires |
| 20 juillet 1983 |           |        |          | Buenos Aires |

| 23 juillet 1983 | Chili | 24 – 12 | Paraguay | Buenos Aires |
| 23 juillet 1983 |       |         |          | Buenos Aires |
| 23 juillet 1983 |       |         |          | Buenos Aires |

| 23 juillet 1983 | Argentine | 29 – 6 | Uruguay | Buenos Aires |
| 23 juillet 1983 |           |        |         | Buenos Aires |
| 23 juillet 1983 |           |        |         | Buenos Aires |